# Сёдерстрём, Юнатан
Ю́натан Сёдерстрём (также известен под интернет-псевдонимом Cactus и cactusquid (другая вариация - cactussquid) — шведский разработчик видеоигр, наиболее известный как программист и содизайнер Hotline Miami и Hotline Miami 2: Wrong Number. Один из основателей Dennaton Games. Кроме этого, он создал более шестидесяти небольших видеоигр. Все они были созданы на движке Game Maker.
Когда его спросили о дизайне своих игр в интервью, Сёдерстрём ответил, что:

Есть много хороших вариантов стиля, но они могут перемешаться. Когда я делаю игры, я стараюсь держать его единым, так что я не экспериментирую слишком много. Это также одна из причин, почему большинство моих игр настолько коротки. Когда я чувствую, что хочу сделать отдельную игру в новом направлении, я делаю её такой.
Оригинальный текст (англ.)Variation can be good, but so can consistency. When I make games I try to keep them unified and to the point, so I don't drift off too far. It's also one of the reasons most of my games are so short, when I feel like I want to turn the game in a new direction I usually explore that new direction in a separate game instead.— Юнатан Сёдерстрём
 Это также объясняет быструю разработку его игр, большинство из которых были созданы менее чем за 2 года.
В 2008 году его игра Clean Asia! была номинирована на «Превосходство в области визуальных искусств и передового опыта в области аудио на фестивале независимых игр». На Game Developers Conference 2009 он выступил с докладом под названием «Четыре часа игрового дизайна», описывая методы, которые он использовал в разработке своих видеоигр.

## Разработанные игры
Сёдерстрём создал следующие игры:
- Akuchizoku
- Ad Nauseam
- Ad Nauseam 2
- Air Pirates
- BlockOn!
- Brave Karma Warriors
- Brain-Damaged Toon Underworld
- Burn The Trash
- Clean Asia!
- Crazy Patterns
- Dear Agent
- Death Party
- Decontrologic
- DEEP/WING/BREAK
- Dungeon
- EVAC
- Fractal Fighter
- Fuck Space!
- GAMMA IV
- God Came To The Cave
- Hide From The Sea
- Hot Throttle
- Hotline Miami
- Hotline Miami 2: Wrong Number
- Illegal Communication
- Insect Invade 2
- Keyboard Drumset Fucking Werewolf
- KrebsWelte
- Krytza
- Life Is A Race!
- Life/Death/Island
- Lovecraft Game
- Malicious A.I
- Minubeat
- Mondo Agency
- Mondo Medicals
- MSoids
- Ninja Flu
- Nordic Game Jam: The Game
- Norrland
- Precision
- Super Carnage
- Protoganda II
- Protoganda: Strings
- Psychosomnium
- Retro II
- Retro 4
- RETROfuture
- Saru Ga Daisuki
- Seizuredome
- Silent Chain
- Shotgun Ninja
- Space Fuck!
- Stallions In America
- Ted's Wet Adventure
- The Birthday
- The Design
- THIS IS INFINITY
- Tuning  (победитель в номинации «Sublime Experience» на IndieCade в 2009 году)[5]
- Unholy Stage
- Xoldiers
- xWUNG